# 立勝煤礦起火事故
立勝煤礦起火事故，是指2010年1月5日13時40分（UTC+8時），在中國湖南湘潭縣譚家山鎮一煤礦發生的電纜起火事故。事故共造成34人死亡，直接经济损失2962万元。
立勝煤礦為一六證齊全的合法礦。

## 事件經過
2010年1月5日 13:40左右，湘潭縣境內譚家山鎮的立勝煤礦井下240米深處發生電纜起火事故。當時井下有73人，事故發生後有43人安全撤離，30人被困。2010年1月5日 22:30左右，已經發現7具屍體。01月7日，已經發現25具屍體。事故共造成34人死亡，直接经济损失2962万元。